# الهجهج (لودر)

تعديل مصدري - تعديل

الهجهج هي إحدى قرى عزلة زارة بمديرية لودر التابعة لمحافظة أبين، بلغ تعداد سكانها 94 نسمة حسب تعداد اليمن لعام 2004.